# Олтецань
Олтецань, Олтецані (рум. Oltețani) — село у повіті Вилча в Румунії. Входить до складу комуни Лалошу.
Село розташоване на відстані 160 км на захід від Бухареста, 71 км на південь від Римніку-Вилчі, 28 км на північний схід від Крайови.

## Населення
За даними перепису населення 2002 року у селі проживали 313 осіб, з них 309 осіб (98,7%) румунів. Усі жителі села рідною мовою назвали румунську.